# E97
La ruta europea E97 és una carretera que forma part de la Xarxa de carreteres europees. Comença a Kherson (Ucraïna) i finalitza a Aşkale (Turquia). Té una longitud de 1360 km. Té una orientació de nord a sud i travessa Ucraïna, Rússia, Geòrgia i Turquia.